# كاونتر سترايك: جلوبال أوفينسيف
كاونتر سترايك: جلوبال أوفينسيف (مختصر النحو CS:GO أو CSGO) هي لعبة فيديو جماعية تتميز بإطلاق النار من منظور شخص واحد طورت بواسطة هيدن باث أنترتيمنت و فالف كوربوريشن. تعتبر اللعبة التحدي الرابع في الامتياز الرئيسي لسلسلة لكاونتر سترايك.
كاونتر سترايك: جلوبال أوفينسيف صدرت في 21 أغسطس 2012، وأتيحت لمايكروسوفت ويندوز وأو إس 10 على ستيم، وعلى أجهزة إكس بوكس لايف آركيد، وإصدار الولايات المتحدة فقط على شبكة بلاي ستيشن. أصدرت نسخة لينكس في سبتمبر 2014 وهي آخر نسخة من السلسلة ولكن يوجد بضعة تحديثات للعبة. تتميز اللعبة عن غيرها بمحتوى الكلاسيكية، كإصدارات معدلة من الخرائط الكلاسيكية، فضلاً عن خرائط جديدة، وشخصيات وطرق لعب. كان من المخطط أن يكون تعدد المنصات بين ويندوز، أو إس 10، لينكس، وبلاي ستيشن 3، ولكن كان محدوداً في نهاية المطاف إلى نظام التشغيل ويندوز، أو إس 10 ولينكس نظراً للاختلافات في التحديث المتردد بين الأنظمة. نسخة بلاي ستيشن تقدم ثلاث طرق لمدخلات التحكم، والتي تشمل استخدام وحدة تحكم دوال شوك 3، بلاي ستيشن موف أو يو أس بي لوحة المفاتيح/الماوس/جيم باد.
في أغسطس 2015 عملت شركة الرياضات الالكترونية إي إس إل مع ناشر اللعبة فالف لانشاء حدث في لانكسس أرينا حيث تنافس 16 فريقًا في لعبة كاونتر سترايك: جلوبال أوفينسيف. كان للبطولة أكثر من 27 مليون مشاهد ،  مما يجعلها أكبر بطولة للعبة وأكثرها مشاهدة في ذلك الوقت.

## روابط خارجية
- كاونتر سترايك: جلوبال أوفينسيف على موقع IMDb (الإنجليزية)